# Ванилла Айс
Ро́берт Мэтью Ван Уинкл (англ. Robert Matthew Van Winkle; род. 31 октября 1967), более известный как Вани́лла Айс (англ. Vanilla Ice) — американский рэпер, рок-музыкант и актёр. Записав свой дебютный альбом Hooked на Ichiban Records в 1989 году, он подписал контракт с SBK Records, которые перевыпустили его под названием To the Extreme в 1990 году. Его хит «Ice Ice Baby» стал первым рэп-синглом, возглавившим чарт Billboard.
Хотя Ванилла Айс был успешным, он вскоре пожалел о сотрудничестве с SBK, которые платили ему за более коммерческий имидж, а также выпустили фальсифицированную биографию без его ведома. После неудавшейся попытки суицида Vanilla Ice изменил свой музыкальный стиль и образ жизни. Последующие альбомы Vanilla Ice — Hard to Swallow, Bi-Polar и Platinum Underground — были записаны в стиле рок и не пользовались массовой популярностью, но были хорошо приняты поклонниками альтернативной музыки. Также снялся в фильмах «Черепашки-ниндзя II: Тайна изумрудного зелья» и «Папа-досвидос» в роли самого себя и в фильме «Крутой парень» в роли неуравновешенного работника магазина.

## Ранние годы
Роберт родился 31 октября 1967 года в Далласе, Техасе. Он вырос, переезжая между Далласом и Майами, где он вдохновился хип-хопом и начал заниматься брейк-дансом.
Псевдоним «Vanilla Ice» произошел от того, что Роберт Мэтью Ван Уинкл был единственным белым среди ребят, исполнявших брейк-данс в группе. Поэтому приятели называли его «Ваниль» — «Vanilla». Хотя это прозвище ему не нравилось, оно прижилось. Вскоре после этого Ван Уинкл начал читать рэп на вечеринках, и друзья стали называть его «MC Vanilla». Когда он стал членом группы танцоров брейк-данса, Ван Уинкл выбрал своим сценическим псевдонимом «Vanilla Ice», сочетая прозвище «Vanilla» с одним из его танцевальных движений «The Ice».
В 1989 году Ванилла Айс записал свой первый хит «Ice Ice Baby», который сделал его всемирно популярным. Песня держалась в топах мировых чартов в 1990—1991 годах.

## Пик популярности (1990—1993)
В 1990 году Ice подписал контракт с SBK Records. SBK сделал ремикс и перезаписал альбом Hooked под названием To the Extreme. Переиздание содержало новые иллюстрации и треки. По словам Ice, студия SBK заплатила ему за то, чтобы альбом принял более коммерческий и традиционный вид. Это привело к тому, что Ice позже пожалел о своих деловых отношениях с SBK.
To the Extreme стал самым быстро продаваемым хип-хоп альбомом всех времен. Он находился шестнадцать недель на первом месте в Billboard 200,  и было продано одиннадцать миллионов копий.

## Личная жизнь
В 1990 году в течение восьми месяцев состоял в отношениях с Мадонной. В 1997 году женился на Лауре Гиаритте, в браке родилось две дочери, Дасти Рэйн (род. в 1998) и Ки-Ли Бриз (род. в 2000). В 2016 году Лаура подала на развод, объявив, что их брак «разрушен безвозвратно».

## Дискография
- To the Extreme (1990)
- Mind Blowin’ (1994)
- Hard to Swallow (1998)
- Bi-Polar (2001)
- Platinum Underground (2005)
- W.T.F. (Wisdom, Tenacity and Focus) (2011)

## Фильмография
| Год  |   | Русское название                             | Оригинальное название                                  | Роль                            |
| ---- | - | -------------------------------------------- | ------------------------------------------------------ | ------------------------------- |
| 1991 | ф | Черепашки-ниндзя II: Тайна изумрудного зелья | Teenage Mutant Ninja Turtles II:The Secret of the Ooze | в роли самого себя              |
| 1991 | ф | Холодный, как лёд                            | Cool As Ice                                            | Джонни                          |
| 2002 | ф | Крутой парень                                | The New Guy                                            | продавец в музыкальном магазине |
| 2005 | ф | Дурматрица                                   | The Helix...Loaded                                     | Тео                             |
| 2010 | ф | Алчные дельцы 2                              | Big Money Rustlas                                      | задира #3                       |
| 2012 | ф | Папа-досвидос                                | That’s My Boy                                          | в роли самого себя              |
| 2015 | ф | Нелепая шестёрка                             | The Ridiculous 6                                       | Марк Твен                       |
| 2017 | ф | Сэнди Уэкслер                                | Sandy Wexler                                           | свидетель в суде                |
| 2020 | ф | Не та девушка                                | The Wrong Missy                                        | в роли самого себя              |